# Gabrielle Canivet
Gabrielle Canivet-Montald (Etterbeek, 17 december 1867 – 11 februari 1942), geboren als Gabrielle-Elisabeth-Jeséphine Canivet, was een Belgische kunstenares actief in de toegepaste kunsten. Ze had zich gespecialiseerd in het beschilderen van zijde met abstracte patronen in felle kleuren en stond bekend voor haar gestileerde organische motieven.

## Levensloop en carrière
Gabrielle Canivet wordt geboren in Etterbeek, maar brengt haar hele jeugd in Gent door. Ze is de dochter van een directeur annex ontvanger der Douanen en heeft twee zussen, Louise en Hélène. Over de artistieke opleiding van Canivet is niets bekend. De oorsprong van haar artistieke expertise ligt mogelijk bij haar vader die af en toe tekende. Op 9 augustus 1892 trouwt Canivet met Constant Montald (1862 – 1944) in Gent. Montald was toen al een gerenommeerde kunstschilder die verschillende prijzen had gewonnen met zijn doeken en muurschilderingen.
In 1897 verhuist het echtpaar naar Brussel, naar de Renaissancelaan in Etterbeek, bij een tante van Canivet, ‘mevrouw Smits’. In 1910 verhuizen ze naar de ‘Villa Montald’ in Sint-Lambrechts-Woluwe. Ze lieten de villa ontwerpen door de architect Henri Van Massenhove (1860-1934) in een eclectische stijl. De bijhorende weelderige tuin en natuur zal een belangrijk thema worden in de werken van Canivet.
Onder de bezoekers van de Villa Montald waren schrijver Emile Verhaeren (1855-1916) en dichter Stefan Zweig (1881-1942), vrienden uit de artistieke en literaire wereld. Deze ontmoetingen zullen dan ook mogelijk een impact hebben gehad op Canivets artistieke productie. De villa functioneerde ook als een permanente expositieruimte, en versterkte zo hun imago als artistiek koppel, dat samenwoont en samenwerkt. Canivet schilderde op zijde en stelde maar kortstondig tentoon, namelijk tussen 1906 en 1934. Haar aanwezigheid in de kunstwereld is eerder beperkt en steevast wordt zij verbonden met haar man.
Tussen 1940 en 11 februari 1942, de dag dat ze aan borstkanker overlijdt, onderhoudt Canivet een drukke briefwisseling met een bewonderaar van Emile Verhaeren, René Vandevoir (1892-1966), aan wie ze tal van herinneringen toevertrouwt.

## Tentoonstellingen en onderscheidingen
Canivets eerste deelname was aan de Wereldtentoonstelling van Milaan in 1906. Hier werd ze aangesteld als ondervoorzitter van sectie 20: Art d’Habillement. Ze exposeert er drie beschilderde bolero’s, vier kledingstukken, drie sjaals, vijf boekbanden en vier geldbeurzen, waarvan eentje uit diverse stoffen en bezet met parels. Ze ontvangt er de Grote Prijs.
Tijdens de Vijfde Internationale Kunsttentoonstelling van Barcelona in 1907 sleept ze een eerste medaille in de wacht. In 1909 ontvangt ze de prijs van de gravin van Vlaanderen tijdens een wedstrijd voor waaiers, georganiseerd door de Société des Arts de la Femme. Als lid van die vereniging neemt ze deel aan de Internationale Tentoonstelling van de Architectuur en de Decoratieve Kunsten te Luik in 1911 en de Wereldtentoonstelling van Gent in 1913. In Luik presenteert ze een handtas, een sjaal, twee bolero’s, drie waaiers en twee zakken. In Gent toont ze geschilderde waaiers, kussens en zakjes.
In 1912 neemt Canivet deel aan het salon van La Libre Esthétique, onder leiding van Octave Maus (1856-1919), waar ze gebatikte zijde tentoonstelt. Vervolgens exposeert ze in de Exposition Internationale des Arts Décoratifs et industriels modernes van 1925 in Parijs. Hier wint ze een zilveren medaille voor een reeks decoratieve tekeningen. In 1929 vindt er in het Paleis voor Schone Kunsten te Brussel een tentoonstelling met werk van het echtpaar Montald plaats. Canivet exposeert er een twintigtal decoratieve tekeningen van vogels en vissen, maar ook een reeks beschilderde stoffen en ontwerpen voor illustraties van de boeken van Maurice Maeterlinck (1862-1949). Op het voorjaarssalon van het Paleis voor Schone Kunsten te Brussel in 1934 stelt ze weer vijf tekeningen met siervogels tentoon.

## Stijl en techniek
Canivet was vertrouwd met verschillende materialen en technieken zoals textiel, potlood, boekbinden, en schilderen op zijde en keramiek. Ze staat bekend om haar schilderijen op stof, die ze transformeert tot kledingaccessoires, maar beschildert tegelijk ook vaatwerk uit porselein. Voornamelijk tijdens de Eerste Wereldoorlog werkt ze aan een reeks vissen, paddenstoelen en siervogels op zijde, volgens een procedé dat enkel haar bekend is en die de stof al haar soepelheid laat behouden. Haar composities bevatten vaak exotische bloemen en een slak, die zowat haar signatuur is. Het symbolisme en de art nouveau, die hun hoogtepunt kenden tijdens het fin-de-siècle, hebben een grote invloed gehad op de vormgeving van haar oeuvre. Haar stijl heeft bijgevolg overeenkomsten met het idealistische streven in de kunst van die tijd.  